# Тхависин, Сеттха
Сеттха Тхависин (тайск. เศรษฐา ทวีสิน; также известный как Нит (тайск. นิด); род. 15 февраля 1962, Бангкок) — таиландский бизнесмен и политический деятель, премьер-министр Таиланда с 22 августа 2023 по 14 августа 2024 года. Ранее занимал пост исполнительного директора и президента Sansiri Pcl. 14 августа 2024 года Тхависин был отстранён от должности Конституционным судом.

## Биография

### Ранние годы
Сеттха Тхависин родился 15 февраля 1962 года в Бангкоке, Таиланд в богатой семье. Является единственным сыном капитана Амнуая Тхависина и Чодчой Джутракулы. Сеттха связан с пятью китайско-тайскими бизнес-семьями: Ип ин Цой, Чаккапак, Джутракул, Ламсам и Буранасири.
Начальное образование в демонстрационной школе Прасарнмит при Университете Шринакхаринвирот в Бангкоке. Сеттха получил степень бакалавра гражданского строительства в Университете Чулалонгкорна, а затем — степень бакалавра экономики в Массачусетском университете в Амхерсте (США). В дальнейшем получил степень магистра делового администрирования в Университете Клермонт-Грэдуэйт (США).

### Бизнес-карьера
После окончания учёбы в 1986 году он на 4 года стал помощником менеджера по продукту в Procter & Gamble. Позже в 1988 году он стал соучредителем компании Sansiri Pcl., которая стала одним из крупнейших застройщиков Таиланда. Под его руководством компания разработала более 400 жилых проектов.
Sansiri продолжала свой рост даже во время пандемии COVID-19. В 2020 году он купил угол улицы Сарасин возле парка Люмпини в Бангкоке за 3,9 миллиона батов за квадратный ва (4 м²), что стало одной из самых дорогих покупок земли в истории Таиланда. Также в 2020 году он приобрел 15 % акций XSpring Capital Public Company Limited. В соответствии с избирательным законодательством Таиланда Сеттха не мог владеть акциями какой-либо компании, занимая выборную должность. В связи с этим 8 марта 2023 года он передал все свои акции своей дочери Чанаде Тхависин, включая акции Sansiri, которые составляли 4,4 % компании.
17 августа 2023 года скандальный активист Чувит Камолвисит подал заместителю начальника национальной полиции Сурачате Хакпарну жалобу с целью расследования действий Сеттхи при покупке земли в Бангкоке в 2019 году, в которой он обвинил Сеттху и его компанию Sansiri в соучастии в уклонении от уплаты налогов. В свою очередь, Сеттха подал иск на 500 миллионов батов за клевету против комментариев Чувита.

### Политическая деятельность
Был известным доверенным лицом Таксина Чинавата и Йинглак Чинават, свергнутых премьер-министров Таиланда.
На выборах 2023 года был одним из трёх кандидатов в премьер-министры от партии «Пхыа Тхаи» вместе с младшей дочерью Таксина, Пхэтхонгтхан Чинават и бывшим генеральным прокурором Чайкасемом Нитисири. В опросах общественного мнения он регулярно занимал третье место, уступая лидеру партии «Движение вперёд» Пите Лимджароенрату и другому кандидату от «Пхыа Тхаи» Пэтонгтарн Чинават. После того, как лидеру «Движения вперёд» Пите Лимджароенрату не удалось избраться на должность премьер-министра, Сеттха Тхависин стал главным претендентом на этот пост. Пэтонгтарн Чинават поддержала выдвижение кандидатуры Сеттхи.
22 августа 2023 года был избран парламентом премьер-министром Таиланда. За него проголосовали 482 депутата и сенатора, 165 — против, ещё 81 воздержался. Ради избрания на должность партии Тхависина «Пхыа Тхаи» пришлось, вопреки своим же обещаниям, войти в коалицию с консервативными партиями, поддерживавшими военных, которые в 2014 году пришли к власти в стране в результате переворота. 23 августа избранный премьер-министр получил обязательное одобрение короля, а 2 сентября Сеттха получил одобрение монарха на включение в свой список министров кабинета, среди которых был и он сам в качестве министра финансов. 5 сентября правительство принесло присягу королю и вступило в должность.
14 августа 2024 года Тхависин был отстранён от должности Конституционным судом. Причиной для этого стало то, что Тхависин весной 2024 года назначил главой своей канцелярии Пичита Чынбана, который в 2008 году был осуждён за дачу взятки судье. Это назначение вызвало крупный скандал, и Чынбан был вынужден подать в отставку уже через несколько недель. Конституционный суд постановил, что Тхависин знал о судимости Чынбана, но все равно назначил его, а это является серьёзным нарушением закреплённого в конституции этического кодекса.

## Политические взгляды
Сеттха поддерживал политику бывшего премьер-министра Таксина Чиннавата, который был свергнут в результате переворота в 2006 году. В 2010 году он носил красную рубашку с лицом Таксина после того, как был выбран главой футбольной команды клуба Royal Bangkok Polo. Он также раскритиковал премьер-министра Праюта Чан-Оча за то, как он справился с пандемией COVID-19 в Таиланде. Поддержал продемократические протесты 2021—2022 годов. Во время предвыборной кампании 2023 года он заявил, что не будет возглавлять правительство «Пхыа Тхаи», если к коалиции присоединятся провоенные партии «Паланг Прачарат» и «Объединённая тайская нация». Сеттха также заявил, что он против обязательной воинской повинности. Также политик выступает против изменения закона об оскорблении величества, чтобы сохранить поддержку со стороны консервативных партий уходящего правительства, которые присоединились к коалиции под руководством «Пхыа Тхаи» вопреки обещаниям Сеттхи Тхависина во время предвыборной кампании. Он является сторонником экологической устойчивости, защиты прав ЛГБТ и схемы «цифрового кошелька». Вместе с партией «Пхыа Тхаи» он пообещал стимулировать экономику и бороться с бедностью.

## Личная жизнь
Он женат на Пакпилай Тхависин, специалисте в области антивозрастной медицины, от которой у него трое детей.